# Richard Nikolaus Eijiro Coudenhove-Kalergi
Richard Nikolaus Eijiro Graf Coudenhove-Kalergi (født 16. november 1894, Tokyo; død 27. juli 1972, Schruns, Vorarlberg) var en østrigsk politiker og geopolitiker.

## Liv
Grev Coudenhove-Kalergi var søn af den østrig-ungarsk greve og diplomat af tysk-polsk oprindelse Heinrich von Coudenhove-Kalergi, og hans moder var japanske Mitsuko Aoyama. Han tog sin doktorgrad i filosofi ved universitetet i Wien. Siden arbejdede han som journalist og skribent for avisen "Paneuropa". Han regnes som grundlæggeren af den første bevægelse for et forenet Europa
I 1923 udgav han manifestet Pan-Europa, der var med til at forme Paneuropabevægelsen. Bogen indeholdt en indbydelse til at blive medlem, og en række indflydelsesrige europæiske politikere meldte sig ind. Den blev fulgt op af trebindsværket Kampf um Europa, som udkom i årene 1925-1928.
Allerede tidligt havde han skrevet en række artikler, som i 1924 blev udgivet under titlen Praktischer Idealismus. Her bringer han den mere filosofiske baggrund for sine ideer. Han mener for eksempel, at bastarder i almindelighed har mere urbane træk . De er mere selvcentrerede og uafhængige, mens folk med en etnisk ren baggrund er vanskelige at styre. De følger deres egen dynamik. Greven ser den fremtidige europæiske befolkning som en lysebrun blandingsrace som en blanding af europæiske, afrikanske og asiatiske elementer.
Her bruger han også ord som "Herrenrasse" og "Geistesadel" og mener hermed jøderne, som Herren i sin nåde har skænket europæerne til erstatning for den faldne feudaladel (her ville det være rart med dokumentation). Ord som disse tilskrives ofte Hitler, men det ser i det mindste ikke ud til, at han var den første til at bruge dem.
At de to herrer kendte til hverandre, er der imidlertid næppe tvivl om. Efter at NSDAP kom til magten, blev Paneuropas kontorer i Tyskland forbudt. Hitler havde selv tanker om et europæisk samarbejde, men var næppe særlig opløftet ved tanken om de kommende, lysebrune slægter.
Ved Østrigs Anschluss i 1938 flygtede greven via Frankrig til USA, hvor han virkede ved universitet i New York City i krigens år.
I USA udgav han bogen "Crusade for Paneurope" i 1944.
Da krigen var slut, bosatte han sig i Frankrig og grundlagde the European Parliamentary Union.
Allerede i 1947 argumenterede han igennem den for et åbent marked med fælles valuta for at stabilisere Europa.
I 1950 blev han den første til at modtage Karlsprisen som gives til politikere, der har medvirket til europæisk integration og fred i Europa. I 1965 blev han tildelt Sonningprisen.

## Udgivelser
- Pan-Europa (1923)
- Praktischer Idealismus (1925)
- Kampf um Paneuropa (3 Volumes, 1925-28)
- Die Europäische Nation (1953)
- Weltmacht Europa (1971)